# 神岡橋 (荒川)

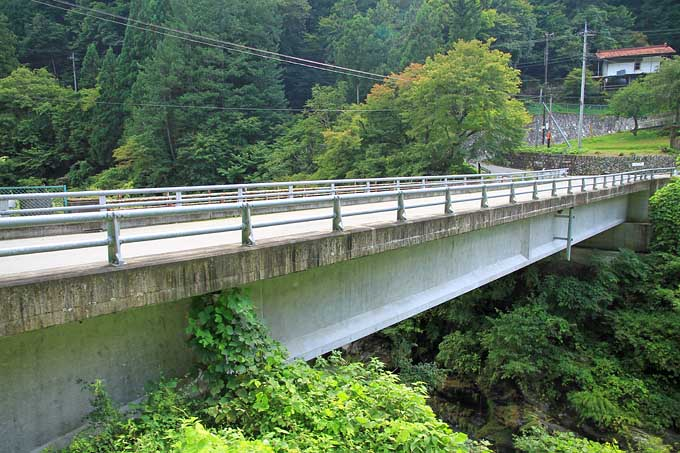
新神岡橋（2015年9月）

神岡橋（かみおかばし）は埼玉県秩父市大滝の荒川に架かる秩父市道大滝幹線8号の密接する2本の道路橋。
下流側が旧橋の神岡橋、上流側が新橋である新神岡橋（しんかみおかばし）である。

## 概要

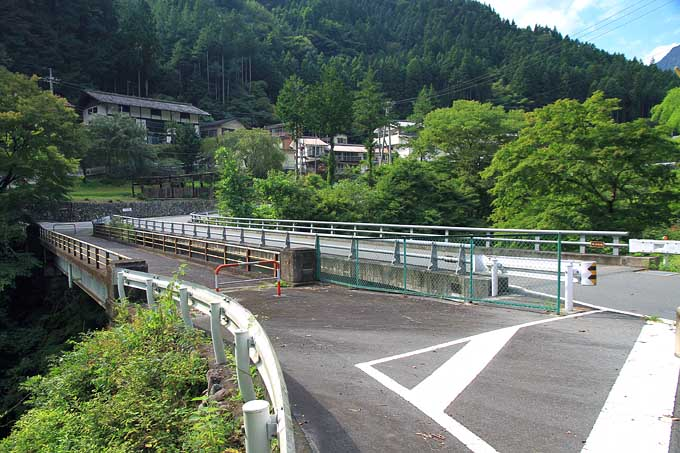
神岡橋（手前）と新神岡橋。

荒川河口から145.1キロメートルの位置に架かる
左岸側の岡本地区と右岸側の神庭（神岡）地区とを結ぶ生活道路である他、三峯神社へ物資を運搬するための馬道であった三峰山裏参道への交通手段となっている市道の橋である。
橋は三峰山の東側の麓に位置する。歩道橋（人道橋）である旧橋の神岡橋は、橋長38.0メートル、幅員3.5メートルの1径間の鋼鈑桁橋の永久橋である。高欄は鋼製である。橋桁の上流側に水道管が併設されている。
車道橋である新橋の新神岡橋は、橋長38.0メートル、総幅員6.2メートル、有効幅員5.0メートルのPC橋の一種であるPCコンポ橋の永久橋である。橋の管理者は秩父市である。橋を通る路線バスなどの公共交通機関は設定されていないが、付近を通る国道140号に西武観光バスの「岡本」停留所が橋詰付近ある。山地に位置し両岸とも急傾斜地で、橋は荒川に対し橋軸が直角の向きに架けられているため、その取り付け道路が斜面に沿ってクランク状に急カーブした線形を有している。

## 歴史
この橋がいつから架けられていたかは定かではない。国土地理院の明治43年測図、大正2年4月30日発行の地形図 『1/50000 三峰』によると、神岡橋の架設地点の直ぐ川上側に橋の地図記号が記されており、明治末期より前には既に橋が架けられていたらしい。
神岡橋は1963年（昭和38年）に永久橋で架設された。竣工当時は大滝村に架かる大滝村管理の村道の橋であったが、2005年（平成17年）4月1日の合併（平成の大合併）により大滝村は秩父市に合併され、秩父市管理の橋となった。新橋の新神岡橋は秩父市が事業主体となり、2004年度からの3ヶ年継続事業として地方道路交付金制度を活用して施行することとなり、2007年（平成19年）3月にすぐ上流側にPCポストテンション方式によるPC合成床版工法で架けられ旧橋より付け替えられた。施工会社は日本高圧コンクリート株式会社で、PCの緊張材の定着工法はフレシネー工法である。旧橋は新橋の開通後は、両側の橋詰に車止めが設けられて左岸側をゼブラゾーンで規制され、歩行者専用の橋（人道橋）として転用され使用が継続されている。

## 周辺

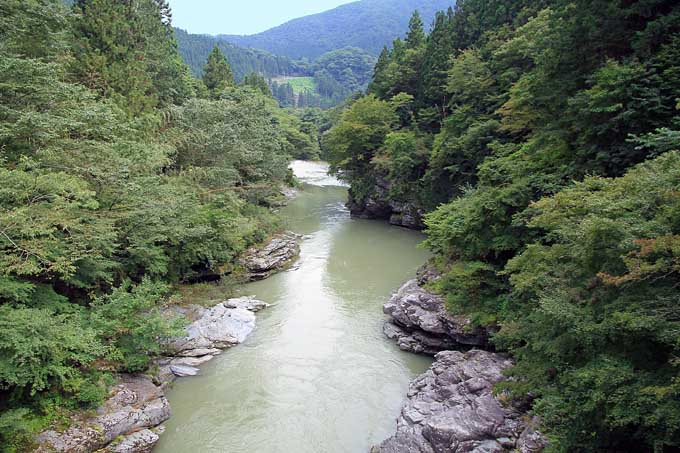
神岡橋より下流側を望む。

周囲は秩父多摩甲斐国立公園の公園区域である普通地域の区域に指定されている他、特別地域の区域も近い。また、橋付近は秩父帯と呼ばれる約2億年前の地層を有した山間部のV字谷となっていて、山の谷あいの斜面の両側に点在する神岡地区の集落が点在する他は山林である。付近には荒川の浸食力によって形成された石灰岩洞窟の神庭洞窟があり、縄文遺跡である神庭洞窟遺跡は1993年（平成5年）3月10日に埼玉県指定史跡に指定されている。 
- 神岡のモミジ - 名木指定第6号、右岸側の橋詰に所在。
- 神庭洞窟
  - 神庭洞窟遺跡
  - 神庭鍾乳洞・神庭半洞窟
- 大輪・神岡歩道
- 大滝神庭交流広場
- 夫婦滝[16]
- 神岡区集会所
- 西武観光バス「神岡住宅」停留所
- 秩父甲州往還 - 距離の短い峠越えの本線から分岐し、距離の長い荒川沿いの道が付近を通っていた[17]。

## 風景

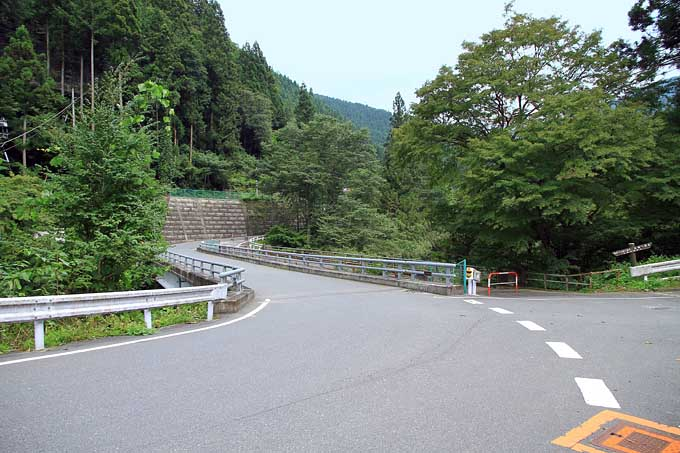
右岸上流側より望む神岡橋と新神岡橋。
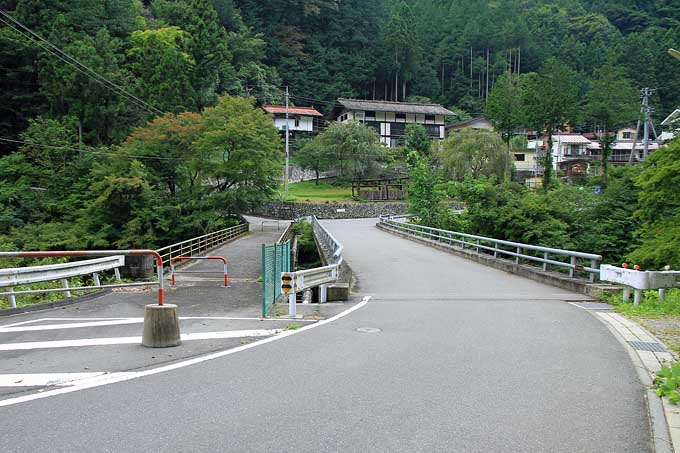
左岸側橋詰より望む神岡橋と新神岡橋。
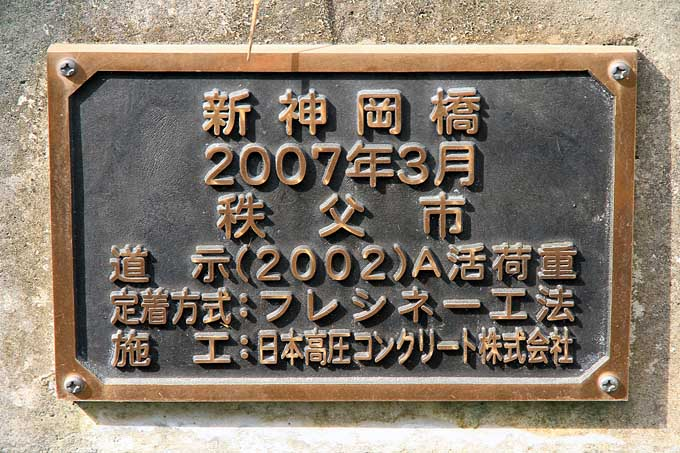
新神岡橋の橋銘板。

## 隣の橋
- 荒川

（上流） - 大滝橋 - 大中橋 - 神岡橋 - 登竜橋 - 上石橋 - （下流）